# Elitettan
Elitettan är Sveriges näst högsta division i fotboll för damer från och med 2013. Tidigare näst högsta Division 1 är nu tredje högsta division.

## Seriespelet
Elitettan består av 14 lag från hela Sverige. Under en säsong (startar preliminärt i april och slutar preliminärt i oktober eller november) möter alla lag varandra två gånger, en hemma- och en bortamatch, vilket ger totalt 26 matcher för varje lag. En seger ger laget tre poäng, oavgjord match ger en poäng och en förlust ger noll poäng. När serien är färdigspelad flyttas ettan och tvåan upp till Damallsvenskan säsongen efter, medan de tre sista lagen i serien flyttas ned till Division 1. 

## Införandet
Efter diskussioner om förändringar i seriepyramiden för damfotboll lades det i september 2011 fram ett förslag på hur förändringen kunde se ut med en serie under Damallsvenskan istället för två. Och vid SvFF:s representantskapsmöte den 25 november 2011 röstades förslaget igenom med siffrorna 37–7, där Norrlandsdistrikten var emot och ville vänta ytterligare ett år.

## Övergångskvalregler inför 2013
Efter säsongen 2012 genomfördes förändringen i seriesystemet. Elitettan 2013 utgörs av lag 11 och 12 från Damallsvenskan 2012, lag 3-6 från båda Division 1-serierna samt den bästa sjuan. Utöver dessa kvalificerade sig ytterligare tre lag. Ettan och tvåan i Norrettan 2012 respektive Söderettan 2012 kvalspelade mot varandra om två platser i Damallsvenskan 2013 där de två förlorarna spelar i Elitettan 2013 precis som det Division 2-lag som lyckades kvala sig upp.

## Specialsäsongen 2021
I och med att Damallsvenskan skulle utökas till 14 lag från 2022 blev säsongen 2021 speciell, då tre lag från Elitettan gick upp och endast två lag åkte ur. Inför 2022 flyttades ett lag ned från Damallsvenskan medan fyra lag gick upp från Division 1.

## Klubbar 2022
| Klubb                | Ort        | Arena              | Underlag   | Kapacitet |
| -------------------- | ---------- | ------------------ | ---------- | --------- |
| Alingsås FC          | Alingsås   | Mjörnvallen        | Gräs       |           |
| Bergdalens IK        | Borås      | Björkängsvallen    | Konstgräs  |           |
| Bromölla IF          | Bromölla   | Strandängens IP    | Gräs       | 3 500     |
| Gamla Upsala SK      | Uppsala    | Lötens IP          | Konstgräs  |           |
| IFK Norrköping       | Norrköping | Platinumcars Arena | Konstgräs  | 16 000    |
| IK Uppsala           | Uppsala    | Studenternas IP    | Konstgräs  | 10 250    |
| Jitex BK             | Mölndal    | Åbyvallen          | Konstgräs  | 1 500     |
| Lidköpings FK        | Lidköping  | Rådavallen         | Konstgräs  |           |
| Mallbackens IF Sunne | Sunne      | Strandvallen       | Gräs       | 2 000     |
| Rävåsens IK          | Karlskoga  |                    |            |           |
| Sundsvalls DFF       | Sundsvall  | NP3 Arena          | Konstgräs  | 8 000     |
| Team TG              | Umeå       | Umeå Energi Arena  | Konstgräs  | 6 000     |
| Växjö DFF            | Växjö      | Visma Arena        | Hybridgräs | 12 000    |
| Älvsjö AIK           | Stockholm  | Älvsjö IP          | Konstgräs  |           |

## Vinnare och tvåor
| Säsong | Vinnare              | Tvåa           |
| ------ | -------------------- | -------------- |
| 2013   | Eskilstuna United    | AIK            |
| 2014   | Mallbackens IF Sunne | Hammarby IF    |
| 2015   | Kvarnsvedens IK      | Djurgårdens IF |
| 2016   | Limhamn Bunkeflo     | Hammarby IF    |
| 2017   | Växjö DFF            | IFK Kalmar     |
| 2018   | Kungsbacka DFF       | KIF Örebro     |
| 2019   | Umeå IK              | IK Uppsala     |
| 2020   | AIK                  | Hammarby IF    |
| 2021   | Umeå IK              | IFK Kalmar     |
| 2022   | Växjö DFF            | IFK Norrköping |
| 2023   | AIK                  | Trelleborgs FF |
| 2024   | Malmö FF             | Alingsås IF    |